# Sudoměřice u Bechyně
Sudoměřice u Bechyně è un comune della Repubblica Ceca facente parte del distretto di Tábor, in Boemia Meridionale.